# The Spiritual World
The Spiritual World – trzeci album solowy basisty brytyjskiego zespołu Pendragon, Petera Gee.

## Lista utworów
1. Eternity
2. Polish Beauty
3. Gloria in Excelsis
4. You Gave Me Life
5. Canaletto
6. When the Flood Comes
7. The Lady in My Life
8. Overwhelmed by Mercy
9. Return to Life
10. Angel Falls
11. One Summer's Day
12. Sunset Boulevard
13. Falling Snow
14. A Matter of the Heart
15. Fly to Paradise
16. Alison, My Angel

## Skład zespołu
- Steve Thorne - śpiew
- Simon Clew - śpiew (utwór 16)
- Steve Christey – perkusja
- Peter Gee - gitary i instrumenty klawiszowe